# مجيبنة العمياء (الرقة)
مجيبنة العمياء قرية سورية تتبع ناحية الجرنية في منطقة الثورة في محافظة الرقة. بلغ عدد سكانها 859 نسمة في عام 2004 حسب إحصاء المكتب المركزي للإحصاء.